# Acipenser nudiventris
Espèce
Statut de conservation UICN

 CR  : 
En danger critique
Acipenser nudiventris est une espèce de poissons de la famille des Acipenseridae.